# سلیوارکا
سلیوارکا (به بلغاری: Slivarka) یک منطقهٔ مسکونی در بلغارستان است که در شهرستان کروموفگراد واقع شده‌است.